# شبح درون پوسته: استند الون کامپلکس (بازی ویدئویی ۲۰۰۵)
شبح درون پوسته: استند الون کامپلکس (ژاپنی: 攻殻機動隊 STAND ALONE COMPLEX هپبورن: Kōkaku Kidōtai Sutando Arōn Konpurekkusu) یک بازی ویدئویی به سبک تیراندازی اول شخص است که توسط جی-آرتیست توسعه یافته و به‌وسیلهٔ سونی کامپیوتر انترتینمنت و باندایی در سال ۲۰۰۵ برای کنسول بازی دستی پلی‌استیشن همراه منتشر شده‌است. این بازی با الهام از مجموعه انیمه‌ای به همین نام ساخته شده‌است، و دنبالهٔ اولین بازی با عنوان مشابه شبح درون پوسته: استند الون کامپلکس محسوب می‌شود. این بازی در ۱۵ سپتامبر ۲۰۰۵ در کشور ژاپن، ۲۵ اکتبر ۲۰۰۵ در آمریکای شمالی، و ۲۱ اکتبر ۲۰۰۵، توسط آتاری اس‌ای در اروپا عرضه شد.